# Cionura
Cionura là chi thực vật có hoa trong họ Apocynaceae.

## Các loài
- Cionura erecta: Phân bố từ đông nam châu Âu tới tây nam Afghanistan.

## Hình ảnh

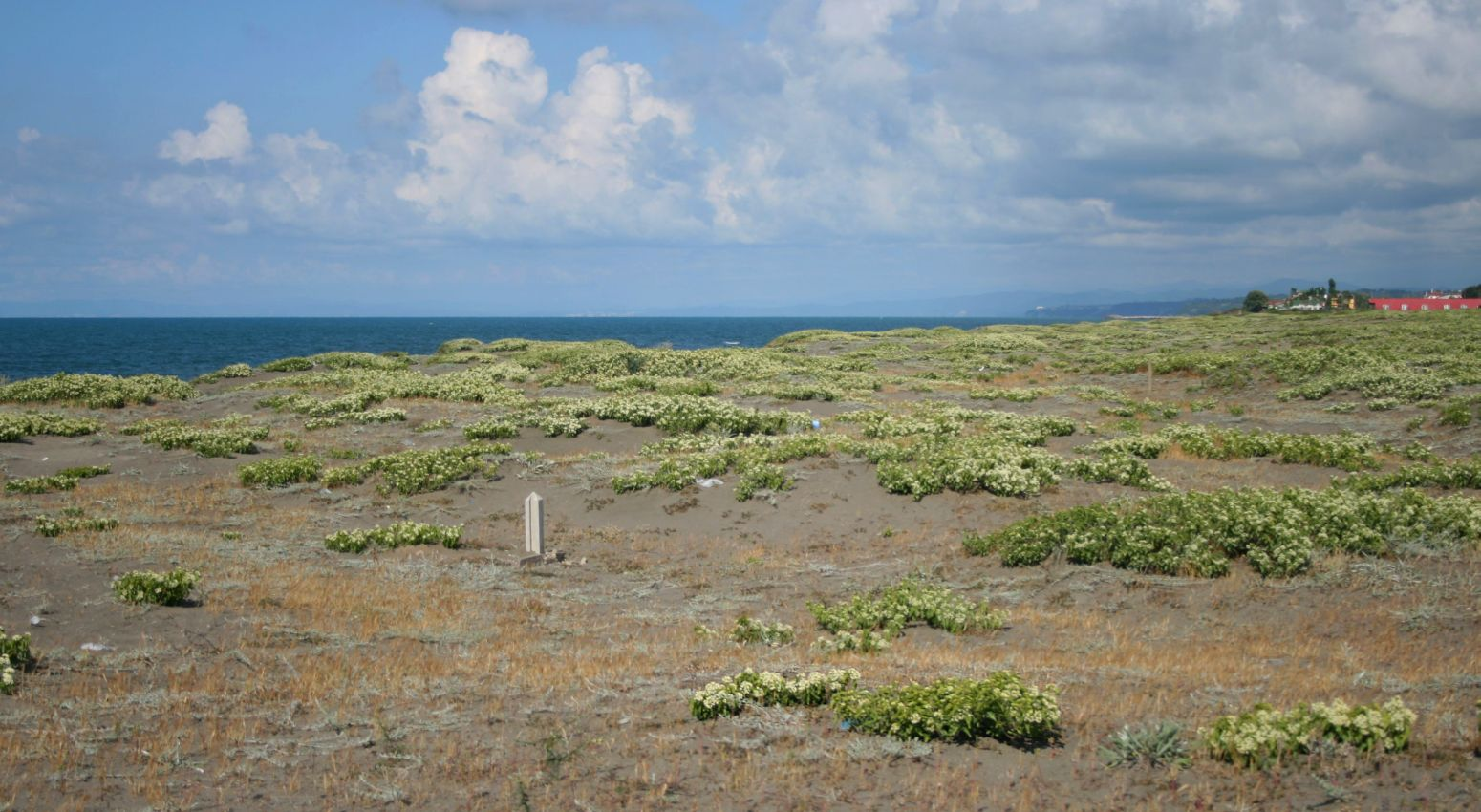
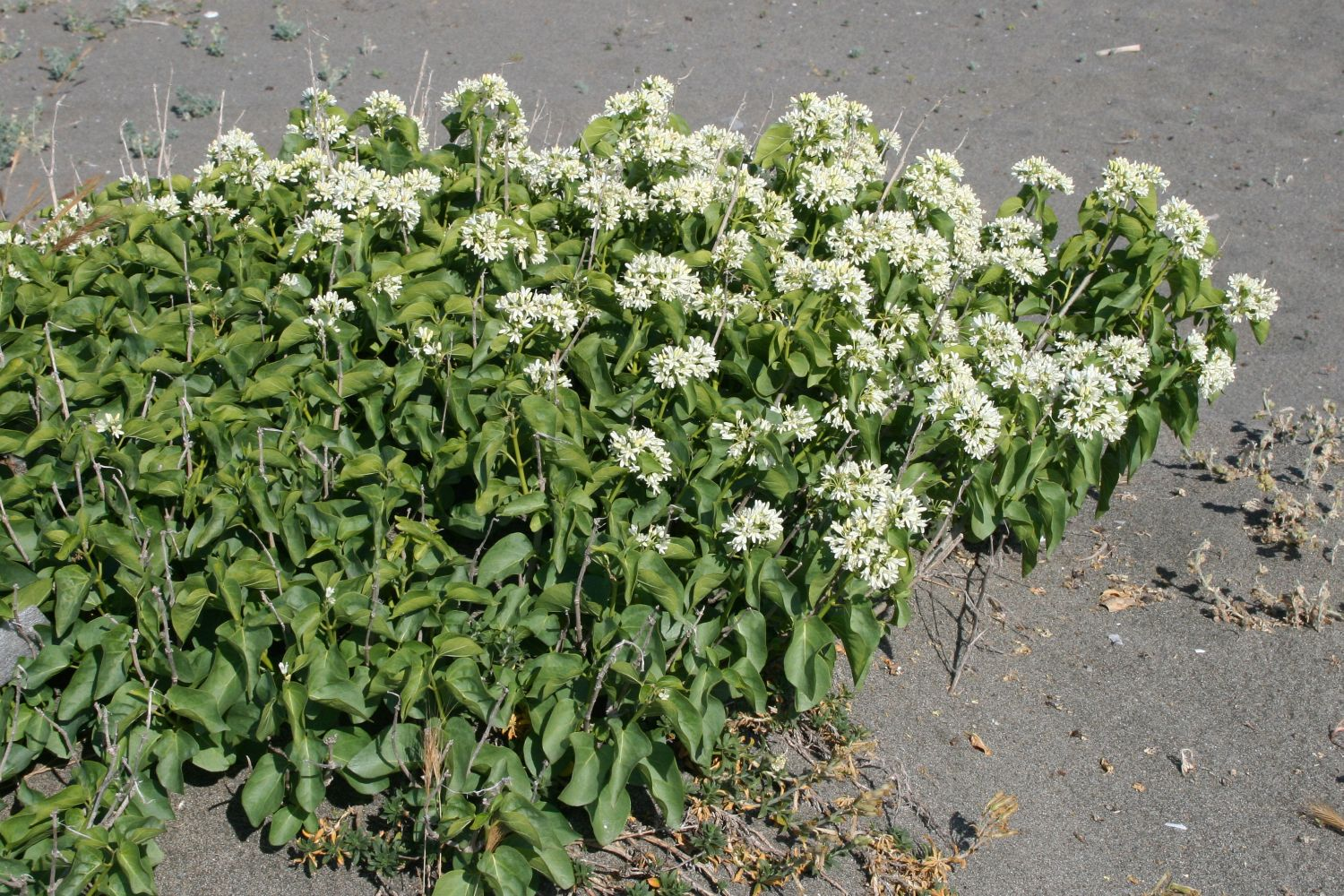